# 76 Pułk Piechoty (Imperium Rosyjskie)
76 Kubański pułk piechoty (ros. 76-й пехотный Кубанский полк) – oddział piechoty okresu Imperium Rosyjskiego.

## Charakterystyka
Sformowany w 1856. Stacjonował między innymi w Tulczynie.

 W przededniu I wojny światowej pułk etatowo posiadał cztery bataliony po cztery kompanie oraz kompanię tyłową. Kompania piechoty czasu wojny liczyła około 240 żołnierzy i 4–5 oficerów. Na szczeblu pułku występował także pododdział karabinów maszynowych (8 km), łączności (w tym 14 konnych gońców i 21 telefonistów) i zwiadowczy (64 zwiadowców, w tym 4 kolarzy). W sumie pułk liczył około 4000 żołnierzy.

W  lipcu 1914, na bazie zalążków wydzielonych z pułku, w ramach 2 fali mobilizacyjnej, sformowany został rezerwowy 260 pułk piechoty.

76 pułk piechoty rozformowany został w 1918.

## Podporządkowanie
Lipiec 1914:
- 12 Korpus Armijny – Winnica[8]
  - 19 Dywizja Piechoty – Humań
    - 2 Brygada Piechoty – Tulczyn
      - 76 Kubański pułk piechoty – Tulczyn